# Godasa sidae
Godasa sidae is een vlinder uit de familie uilen (Noctuidae). De wetenschappelijke naam van deze soort is voor het eerst geldig gepubliceerd in 1793 door Fabricius.
De soort komt voor in tropisch Afrika.